# Struga (obwód grodzieński)
Struga (biał. Струга; ros. Струга) – wieś na Białorusi, w obwodzie grodzieńskim, w rejonie mostowskim, w sielsowiecie Gudziewicze.

## Historia
W dwudziestoleciu międzywojennym leżała w Polsce, w województwie białostockim, w powiecie grodzieńskim, w gminie Gudziewicze.
Według Powszechnego Spisu Ludności z 1921 roku wieś zamieszkiwały 342 osoby, 28 było wyznania rzymskokatolickiego, a 314 prawosławnego. Jednocześnie 81 mieszkańców zadeklarowało polską przynależność narodową, a 261 białoruską. Było tu 80 budynków mieszkalnych.
Miejscowość należała do parafii rzymskokatolickiej w Łunnej i parafii prawosławnej w Gudziewiczach.
Podlegała pod Sąd Grodzki w Indurze i Okręgowy w Grodnie; właściwy urząd pocztowy mieścił się w Gudziewiczach.